# Garwolin
Garwolin – miasto w województwie mazowieckim, siedziba władz gminy miejskiej Garwolin, gminy wiejskiej Garwolin i powiatu garwolińskiego.
Miasto położone jest nad rzeką Wilgą, przy skrzyżowaniu dróg S17 z 76.
Garwolin uzyskał lokację miejską przed 1423 rokiem. Miasto królewskie Korony Królestwa Polskiego, położone w drugiej połowie XVI wieku w powiecie garwolińskim ziemi czerskiej województwa mazowieckiego.
Według danych GUS z 31 grudnia 2024 r. miasto liczyło 17 258 mieszkańców, będąc 31. najludniejszym miastem w województwie.

## Położenie

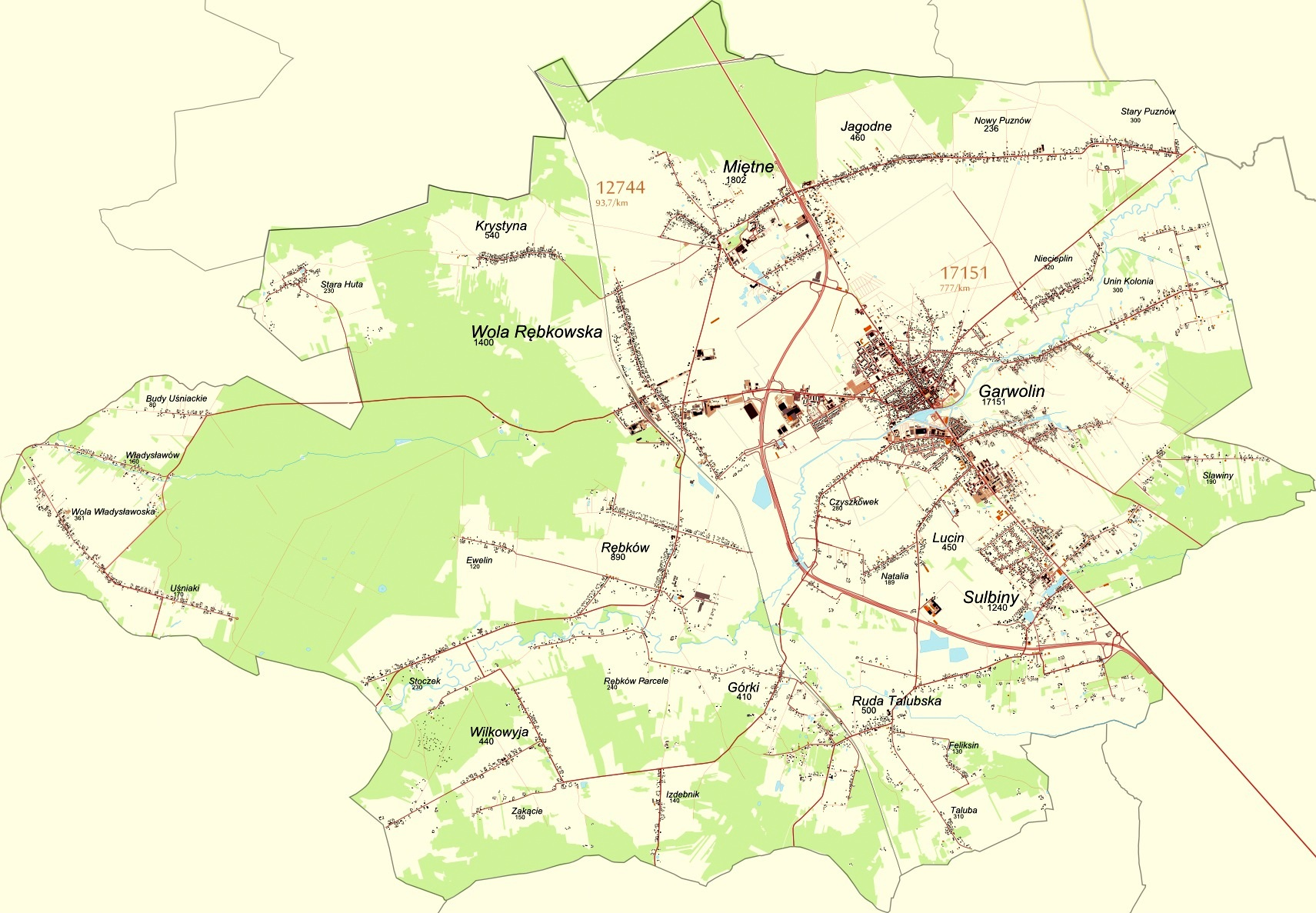
Plan gminy i miasta Garwolin, 2015 r.

Miasto we wschodniej Polsce, usytuowane w południowo-wschodniej części Równiny Garwolińskiej, położone 60 km od Warszawy. W latach 1975–1998 należało do województwa siedleckiego.

## Etymologia
Nazwa Garwolino pojawia się w średniowiecznych notatkach z 1386 i 1404. Pochodzi od nazwy osobowej Garwoł. Wśród mieszkańców popularna jest legenda łącząca nazwę miasta z gawronami.

## Historia
Ślady osadnictwa na terenie dzisiejszych granic Garwolina pochodzą sprzed około 2000 lat czyli z epoki żelaza.
Prawa miejskie miasto uzyskało 27 lipca 1423. Od 1539 stolica powiatu w ziemi czerskiej, znaczny ośrodek rzemiosła i handlu. W 1565 liczył 260 domów, 69 ogrodów i 230 rzemieślników, w tym: 24 szewców, 12 krawców, 9 kuśnierzy, 22 kowali, 7 czapników, 3 tesarzów, 3 bednarzy, 6 krawców, 3 barwierzy, 6 cieśli, 3 kołodziejów i 63 piwowarów. Garwolin w owym czasie słynął z warzenia przedniego piwa. W czasie potopu szwedzkiego straty w ludności przekroczyły 90%, w mieście pozostało 50 domów. W 1795 po trzecim rozbiorze miasto znalazło się w zaborze austriackim, w czasie wojen napoleońskich w Księstwie Warszawskim, po Kongresie Wiedeńskim w 1815 w zaborze rosyjskim na terenie Królestwa Kongresowego. Do rozwoju miasta przyczyniły się budowy: traktu lubelskiego w 1835 i kolei nadwiślańskiej Warszawa – Lublin – 1877.
22 marca 1863 powstańcy styczniowi usiłowali bez skutku zdobyć Garwolin broniony przez wojska rosyjskie.
W latach 1892–1914 w Garwolinie stacjonował 37 (13) pułk dragonów carskiej armii.
W 1905 odbywały się strajki rolne i demonstracje. W czasie I wojny światowej działała placówka Polskiej Organizacji Wojskowej w listopadzie 1918 rozbrajająca stacjonujących tu żołnierzy niemieckich, działała rada delegatów robotniczych.
Podczas bitwy o Garwolin, w dniu 16 sierpnia 1920 roku wyróżnił się Stanisław Szaliński (późniejszy major i szef kontrwywiadu wojskowego w latach 1930–1939). Dowodząc plutonem karabinów maszynowych 3 batalionu 58 pp, zmusił nieprzyjaciela do pozostawienia dwóch dział. W pościgu za oddziałem bolszewickim zaatakował koszary w Garwolinie. Dzięki śmiałemu szturmowi doprowadził do kapitulacji załogi i zdobycia taboru brygady oraz 300 jeńców. Następnie skutecznie bronił koszar przed nacierającą kawalerią nieprzyjaciela. 17–18 sierpnia 1920 podczas Bitwy Warszawskiej w Garwolinie stacjonował sztab Józefa Piłsudskiego dowodząc kontruderzeniem znad Wieprza.
W okresie międzywojennym w powiecie garwolińskim dominowała lewica spod znaku PSL „Wyzwolenie”.
15 kwietnia 1934 obszar miasto zwiększono kosztem gminy wiejskiej Górzno, z której przyłączono: wieś Czyszków, kolonię Czyszków Trzeciaki, kolonię Czyszków-Pustka, część kolonii Lucin, część wsi Natalja, gromadę Zawady-Stare, a także kosztem gminy wiejskiej Wola Rębkowska, z której przyłączono gromadę Leszczyny.
W latach 1921–1939 w tutejszych koszarach kawaleryjskich stacjonował 1 Pułk Strzelców Konnych Raszyńskich im. cesarza Napoleona I. W latach 1925–1926 w Garwolinie i okolicach duży wpływ na społeczeństwo miała radykalna Niezależna Partia Chłopska.
We wrześniu 1939 Niemcy zniszczyli centralną część zabudowy, miały miejsce liczne aresztowania i deportacje do obozów zagłady i koncentracyjnych. Podczas II wojny światowej Garwolin znalazł się w granicach Generalnego Gubernatorstwa. Od stycznia 1941 funkcję Kreishauptmanna (starosty) powiatu Garwolin objął Karl Freudenthal. Jedną z pierwszych jego decyzji było usunięcie z miasta obywateli narodowości żydowskiej i przesiedlenie ich do gett w Żelechowie, Sobolewie, Łaskarzewie i Parysowie. Do końca 1942 na rozkaz Karla Freudenthala Gestapo oraz żandarmeria zamordowały na terenie miasta i powiatu 890 osób, a do obozów koncentracyjnych lub do pracy przymusowej wywieziono kolejnych 2100. Za popełnione zbrodnie Sąd Delegatury Rządu na Kraj wydał na przełomie lat 1942-1943 wyrok skazujący go na karę śmierci. Zastrzelony 5 lipca 1944 podczas zamachu dokonanego przez połączone dwie grupy dywersyjne AK z Garwolina i Woli Rębkowskiej.

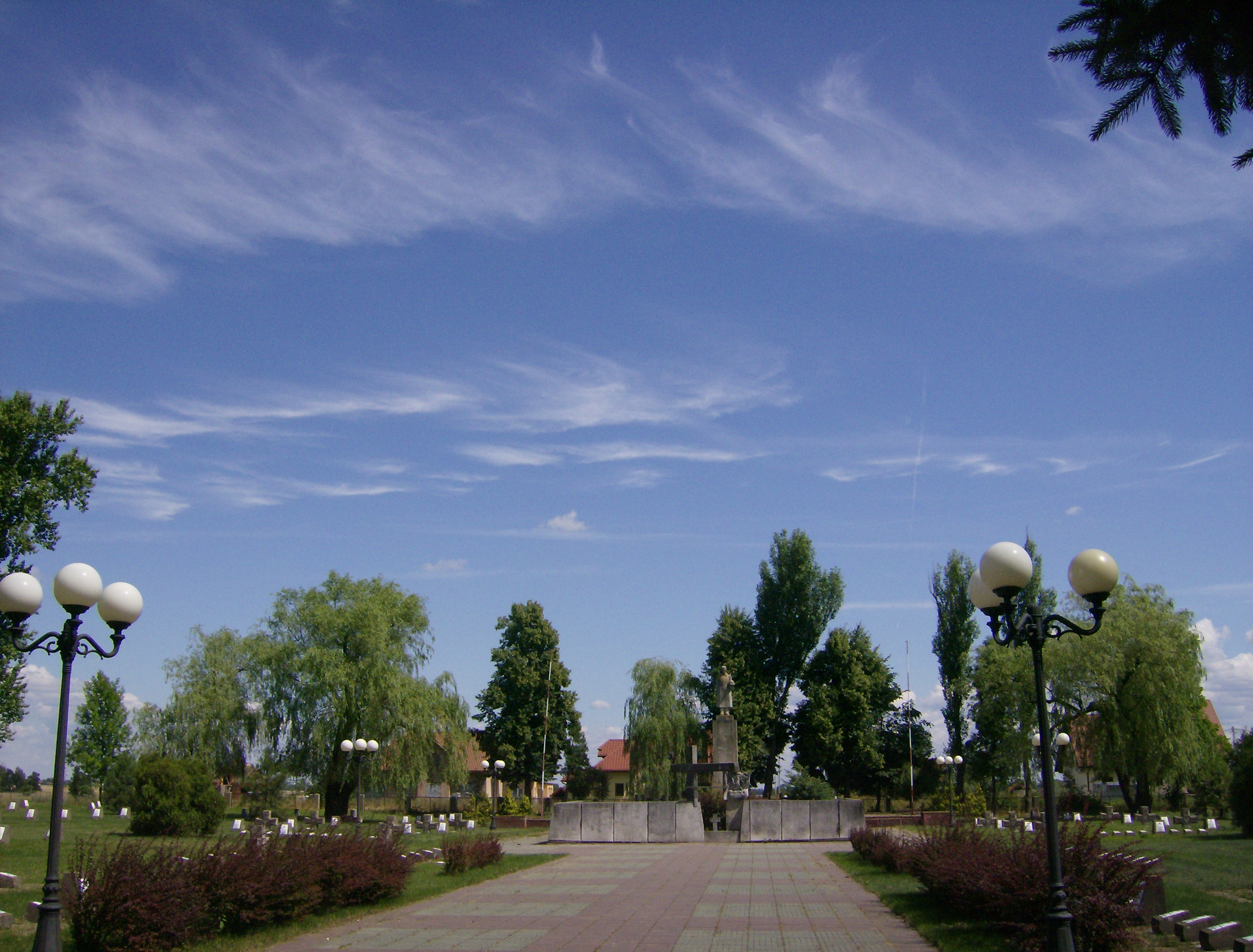
Cmentarz wojenny w Garwolinie

W końcu lipca 1944 Garwolin był najsilniejszym punktem oporu Niemców na rzece Wildze. W dniu 27 lipca 1944 miasto zostało wyzwolone spod niemieckiej okupacji przez jednostki 8 korpusu 2 Armii Pancernej 1 Frontu Białoruskiego dowodzonego przez marsz. Konstanego Rokossowskiego. 28 lipca 1944 do miasta dotarły jednostki 8 Armii Gwardii 1 Frontu Białoruskiego, które dotychczas nacierały w ślad za 2 A Panc. Armie te w okolicach miasta przygotowywały się do operacji forsowania Wisły. W dniu 11 września 1944, oddziały 1 Armii WP zostały zluzowane na przyczółku magnuszewskim przez 8 Armię Gwardii i ześrodkowane w okolicach Garwolina, w celu przygotowania do działania na odcinku warszawskim.
Podczas II wojny światowej Garwolin uległ zniszczeniu niemal w 70%.
10 marca 1946 na szosie Warszawa – Lublin w rejonie Gończyc w pobliżu Garwolina Oddział AK Mariana Bernaciaka stoczył potyczkę z oddziałem Armii Czerwonej, w której zginęło kilku żołnierzy radzieckich, a pluton polski stracił 1 zabitego i 1 rannego.
W czasach Polski Ludowej miasto zostało odbudowane, powstały nowe osiedla mieszkaniowe, uregulowano i zagospodarowano brzegi Wilgi. Powstała rzeźnia, duże zakłady mleczarskie, w 1969 rozpoczął pracę Zakład Doświadczalny Instytutu Maszyn Matematycznych, w 1973 baza Przedsiębiorstwa Kolejowych Robót Elektryfikacyjnych, w 1975 uruchomiono produkcję w Zakładach Przemysłu Odzieżowego „Cora”. Dawne koszary w Gracjanowie przebudowano na zespół sanatoryjny neuropsychiatrii dziecięcej.  
| Panorama Garwolina |

## Zabytki
Według rejestru zabytków NID na listę zabytków wpisane są obiekty:

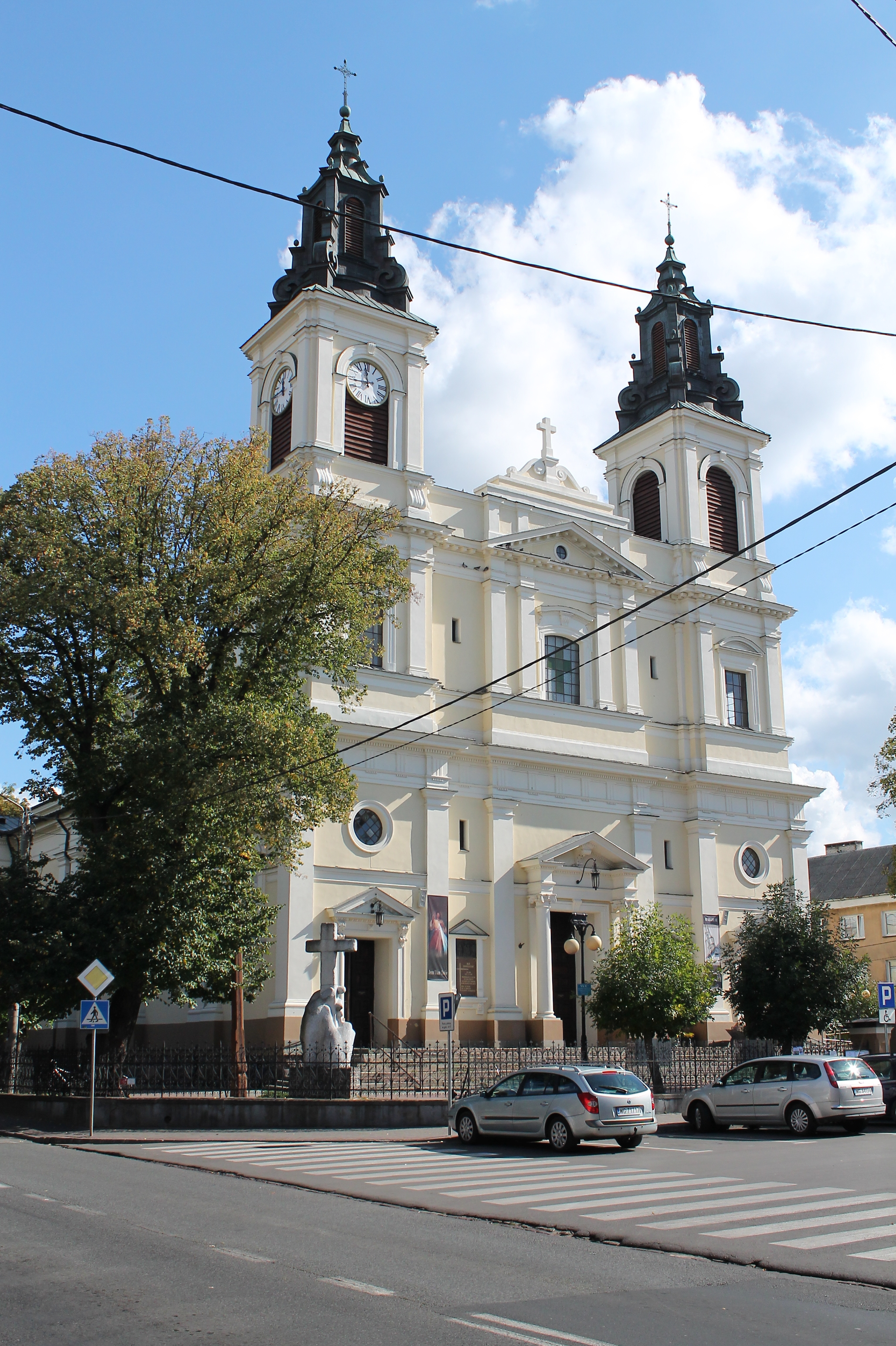
Kolegiata pod wezwaniem Przemienienia Pańskiego

- kolegiata pod wezwaniem Przemienienia Pańskiego, neobarokowy kościół wybudowany na przełomie XIX i XX wieku. Znajdują się w nim obrazy: Przemienienia Pańskiego z 1894, Św. Stanisława Kostki, Św. Józefa (XIX w.), Św. Jana Chrzciciela (XVIII w.), Świętych Barbary, Rocha i Rozalii (I połowa XIX w.), a także kielichy z 1762, 1760 i z pierwszej połowy XIX w.1890-1909, nr rej.: 741 z 7.05.1962
- park „Sulbiny”, ul. Lubelska 50, XIX-XX, nr rej.: A-379 z 16.07.1985 i z 9.04.2009
- zespół dworski, Studzińskiego 28, pocz. XX, nr rej.: A-275 z 29.08.1980:
  - dwór
  - rządcówka
  - spichlerz
  - park
- stajnie koszarowe, ob. magazyn, al. Legionów, 1905, nr rej.: A-449 z 16.04.1996
- dom, ob. Urząd Miasta, Staszica 15, 1910, nr rej.: 1048 z 10.05.1974

- parterowa organistówka o konstrukcji zrębowej, oszalowana, pięcioosiowa, zbudowana na planie prostokąta o dwutraktowym układzie wnętrz, z początku XIX w.
- klasycystyczna kaplica cmentarna z 1839.
- drewniane domy pochodzące z pierwszej połowy XIX wieku, o konstrukcji zrębowej, dwutraktowym układzie wnętrz i dwuspadowych dachach.
- XIX/XX w. zespół dawnych koszar kawaleryjskich rosyjskiego 13 pułku dragonów[11] 1892-1914; gdzie w latach 1921–1939 stacjonował 1 Pułk Strzelców Konnych Raszyńskich im. cesarza Napoleona I, stajnie, budynki koszarowe, dawna cerkiew garnizonowa przy Al. Legionów.

## Honorowy obywatel miasta
- Marian Jaworski (1905-2001), nauczyciel, działacz TON, żołnierz AK[22]
- biskup Jan Mazur[23]
- ks. prałat Bogdan Jacek Krawczyk[24]
- Józef Zając[25]

## Zasłużony dla Garwolina
- Jan Piesiewicz[26]
- Ksiądz Prałat Stanisław Józef Maksymowicz[27]
- Stanisław Buszta[28]
- 14 harcerzy – członków konspiracyjnego ZHP-Roju „Orłów” Szarych Szeregów[29]
- Józef Siarkiewicz[30]
- Wanda Bekierska[31]
- Bogumiła Szeląg[32]
- Zbigniew Gnat-Wieteska[33]
- Eugenia Michalik[34]
- Magdalena Płatek[35]
- Piotr Ekiert[36]
- Ksiądz prałat Ryszard Andruszczak[37]
- Marek Szamryk[38]
- Marek Janiec[39]

## Gospodarka
Garwolińska Strefa Aktywności Gospodarczej; Ośrodek przemysłowo-usługowy; przemysł maszynowy, środków transportu, poligraficzny, spożywczy (mleczarski i mięsny), odzieżowy, skórzany, materiałów budowlanych, meblowy i kosmetyczny.

## Transport

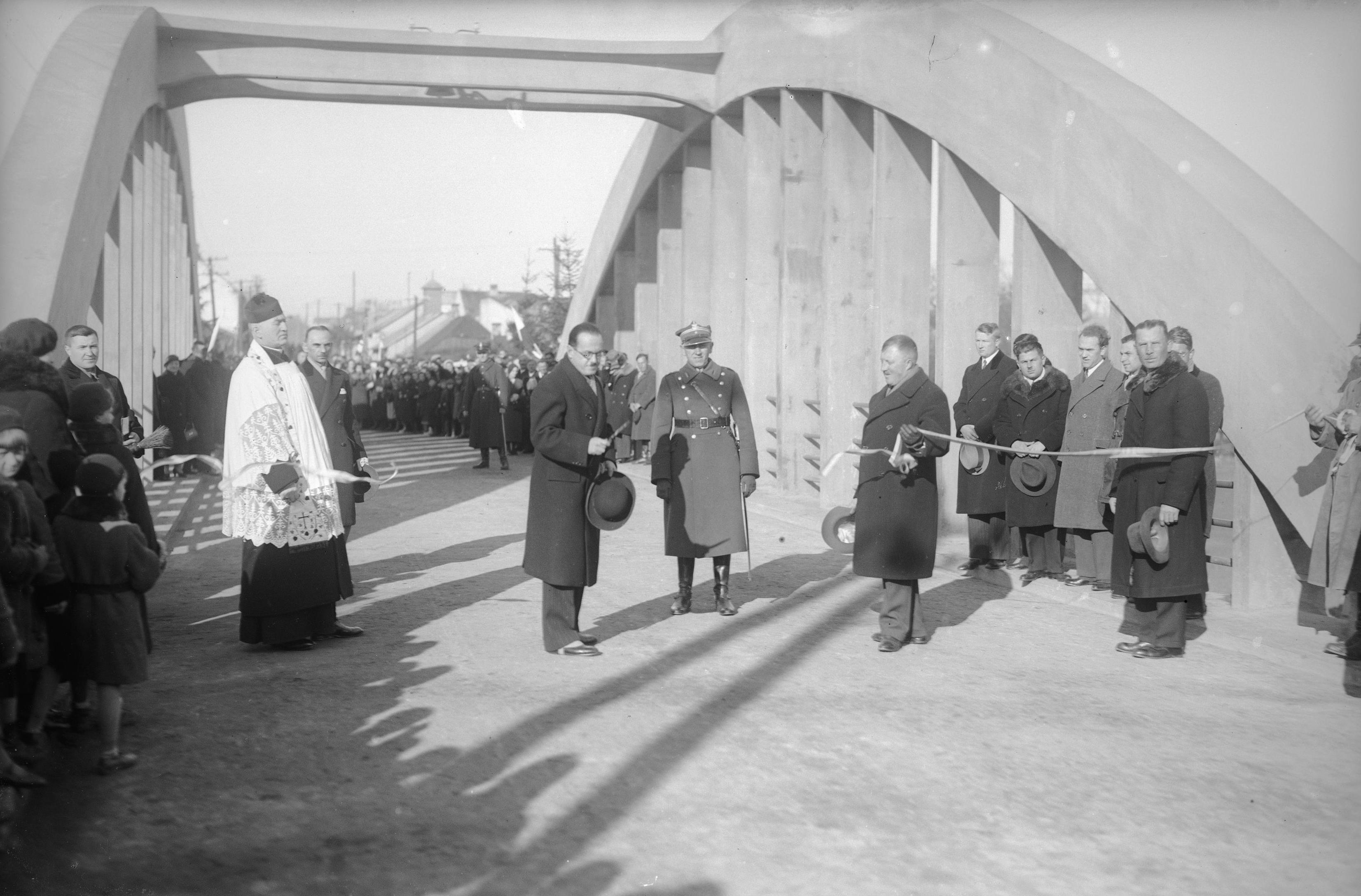
Otwarcie mostu na Wildze w 1935 roku

Na terenie miasta krzyżują się dwie drogi krajowe:
- droga krajowa nr 17 Warszawa – Garwolin – Hrebenne
- droga krajowa nr 76 Łuków – Garwolin – Wilga

W odległości 5 km od miasta przebiega linia kolejowa nr 7 Warszawa – Lublin – Dorohusk; stacja Garwolin znajduje się we wsi Wola Rębkowska. W momencie uruchomienia kolei nadwiślańskiej (1877) Garwolin nie miał stacji kolejowej. W 1894 miasto obsługiwała stacja kolejowa Wilga, usytuowana w miejscu dzisiejszej stacji Ruda Talubska. W 1914 Garwolin obsługiwały dwie stacje kolejowe – Mirwan (położona w miejscu obecnej stacji Garwolin) i Garwolin (wcześniej zwana Wilgą, a dziś Ruda Talubska). W 1922 ustalono nazwy stacji obowiązujące do dziś. Do czasów II wojny światowej stacja i miasto Garwolin były przez Żydów nazywane Mirwan.
Przedsiębiorstwo Komunikacji Samochodowej w Garwolinie zapewnia połączenia do Warszawy, Otwocka, Łaskarzewa, Ryk, Siedlec, Żelechowa, Łukowa, Maciejowic i innych miejscowości. Istnieją też przewoźnicy prywatni, którzy zapewniają połączenia do Warszawy, Lublina, Siedlec i Stoczka Łukowskiego.
12 czerwca 2010 otworzono oficjalnie sanitarne lądowisko.

## Demografia
Piramida wieku mieszkańców Garwolina w 2014 roku.

## Edukacja
Przedszkola
- Publiczne Przedszkole nr 1 „Bajka”
- Publiczne Przedszkole nr 2 „Akademia pana Kleksa”
- Publiczne Przedszkole nr 6 „Mały Europejczyk”
- Publiczne Przedszkole nr 8 „Plastuś”
- Niepubliczne Przedszkole „Zielona Łączka”
- Niepubliczne Przedszkole „Juniorek”
- Niepubliczne Przedszkole „Akademia Sztuki Dziecięcej”
- Niepubliczny Żłobek „Tęczowa Kraina”
- Niepubliczny Żłobek „Wesołe Słoneczko”
- Klub Dziecięcy „Zegar Słoneczny”

Szkoły podstawowe
- Publiczna Szkoła Podstawowa nr 1 im. Marii Konopnickiej
- Publiczna Szkoła Podstawowa nr 2 im. 1 Pułku Strzelców Konnych
- Publiczna Szkoła Podstawowa nr 5 im. Janusza Korczaka,
- Niepubliczna Szkoła Podstawowa z Oddziałami Przysposabiającymi Do Pracy

Szkoły artystyczne
- Szkoła Muzyczna I stopnia w Garwolinie
- Niepubliczna Szkoła Muzyczna II stopnia w Garwolinie

Szkoły średnie
- I Liceum Ogólnokształcące im. Marszałka Józefa Piłsudskiego
- Zespół Szkół nr 1 im. Bohaterów Westerplatte
- Zespół Szkół nr 2 im. Tadeusza Kościuszki
- Katolickie Liceum Ogólnokształcące im. Cypriana Kamila Norwida

Uczelnie wyższe
- Społeczna Wyższa Szkoła Przedsiębiorczości i Zarządzania w Łodzi, Wydział zamiejscowy w Garwolinie

Szkoły specjalne
- Zespół Szkół Specjalnych nr 1
- Zespół Szkół Specjalnych nr 2 i Specjalny Ośrodek Szkolno-Wychowawczy

## Kultura i sport
- Miejsko-Powiatowa Biblioteka Publiczna w Garwolinie – Wypożyczalnia dla Dorosłych, Oddział dla Dzieci i Młodzieży, Czytelnia, Mediateka.
- Kino „Wilga”, sala kinowa na 250 miejsc, dźwięk Dolby Digital, fotele lotnicze, projektor cyfrowy FULL-HD, 3D,
- Centrum Sportu i Kultury (Dom kultury, hala sportowa, stadion),
- Galeria ,,Kotara" Fotografii – Galeria fotografii mieszcząca się w holu głównym domu kultury CSiK. Kuratorem wystaw jest Dariusz Szubiński.
- Galeria ,,Kotłownia" – Galeria poświęcona wystawie malunków, rysunków, rzeźb oraz grafiki. Galeria znajduje się w piwnicy domu kultury CSiK.
- Pływalnia Miejska „Garwolanka”,
- UKS "Delfin" Garwolin – klub pływacki (działający przy Pływalni Miejskiej „Garwolanka”),
- Chór Miasta Garwolin,
- Garwoliński Teatr Muzyczny „Od Czapy” – amatorski teatr młodzieżowy prowadzony przez Fundację 'Sztafeta',
- Teatr Rękawiczka – amatorski teatr młodzieżowy działający przy CSiK,
- GTS Wilga Garwolin – siatkówka mężczyzn,
- GKS Wilga Garwolin – piłka nożna mężczyzn,
- UKS 2 Garwolin – siatkówka mężczyzn,
- No Name – Międzyszkolny gimnastyczno-taneczny uczniowski klub sportowy (działający przy ZS nr 5).
- Conectum Garwolin – amatorski klub piłkarski należący do piłkarskich Ludowych Zespołów Sportowych
- Polski Związek Hodowców Gołębi Pocztowych – Oddział 02 Garwolin
- Akademia Koszykówki Garwolin – koszykówka mężczyzn

## Wspólnoty wyznaniowe
- Kościół rzymskokatolicki:

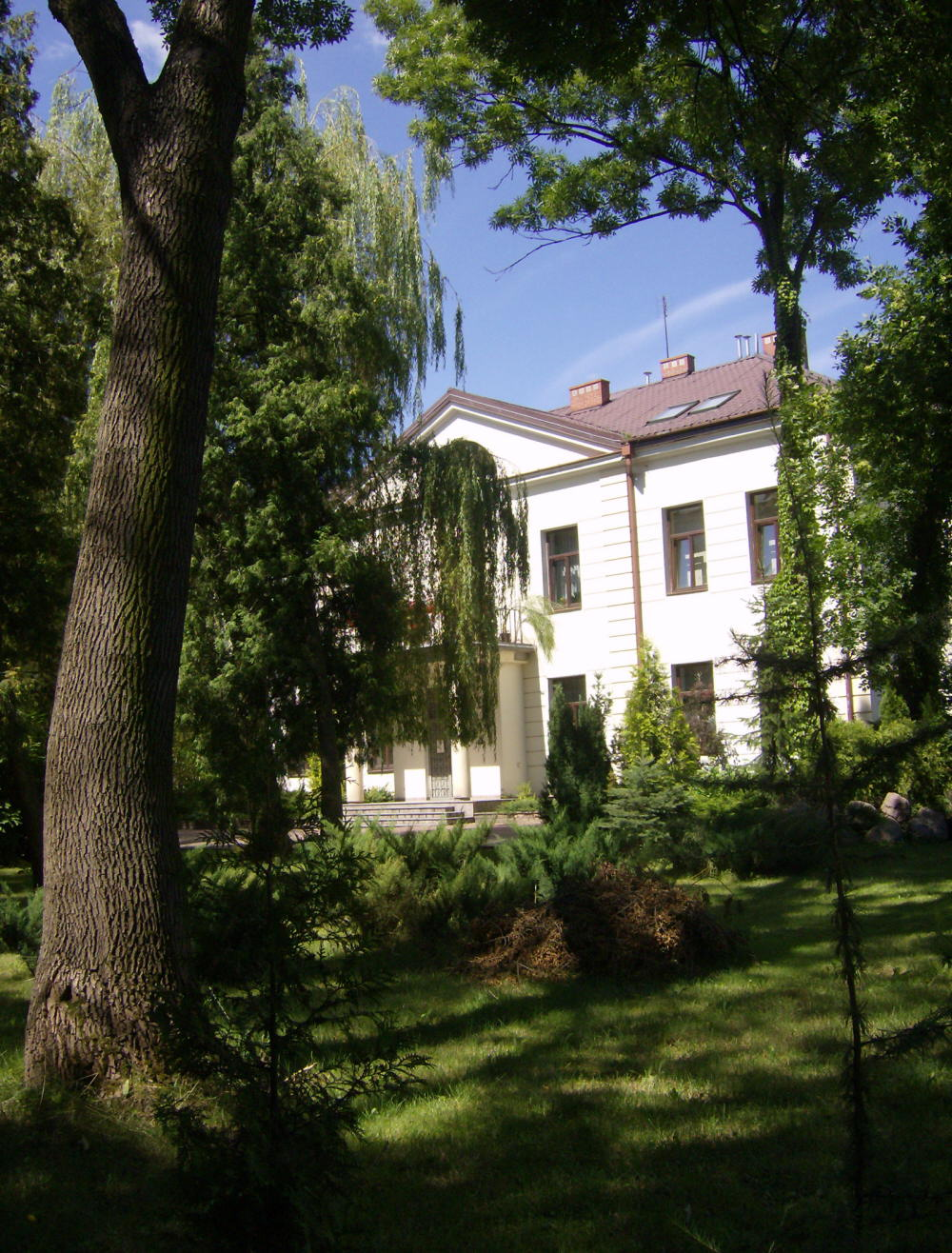
Plebania

  - parafia Matki Boskiej Częstochowskiej
  - parafia Przemienienia Pańskiego
  - parafia św. Jana Pawła II
- Kościół Katolicki Mariawitów
  - diaspora pozostająca pod opieką parafii w Goździe. Wierni z Garwolina odprawiają adorację ubłagania 16. dnia każdego miesiąca[41]
- Kościół Starokatolicki Mariawitów
  - wierni należą do parafii świętych Apostołów Piotra i Pawła w Goździe.
- Świadkowie Jehowy:
  - zbór Garwolin (Sala Królestwa ul. Polna 47d)[42]

## Wojsko w Garwolinie

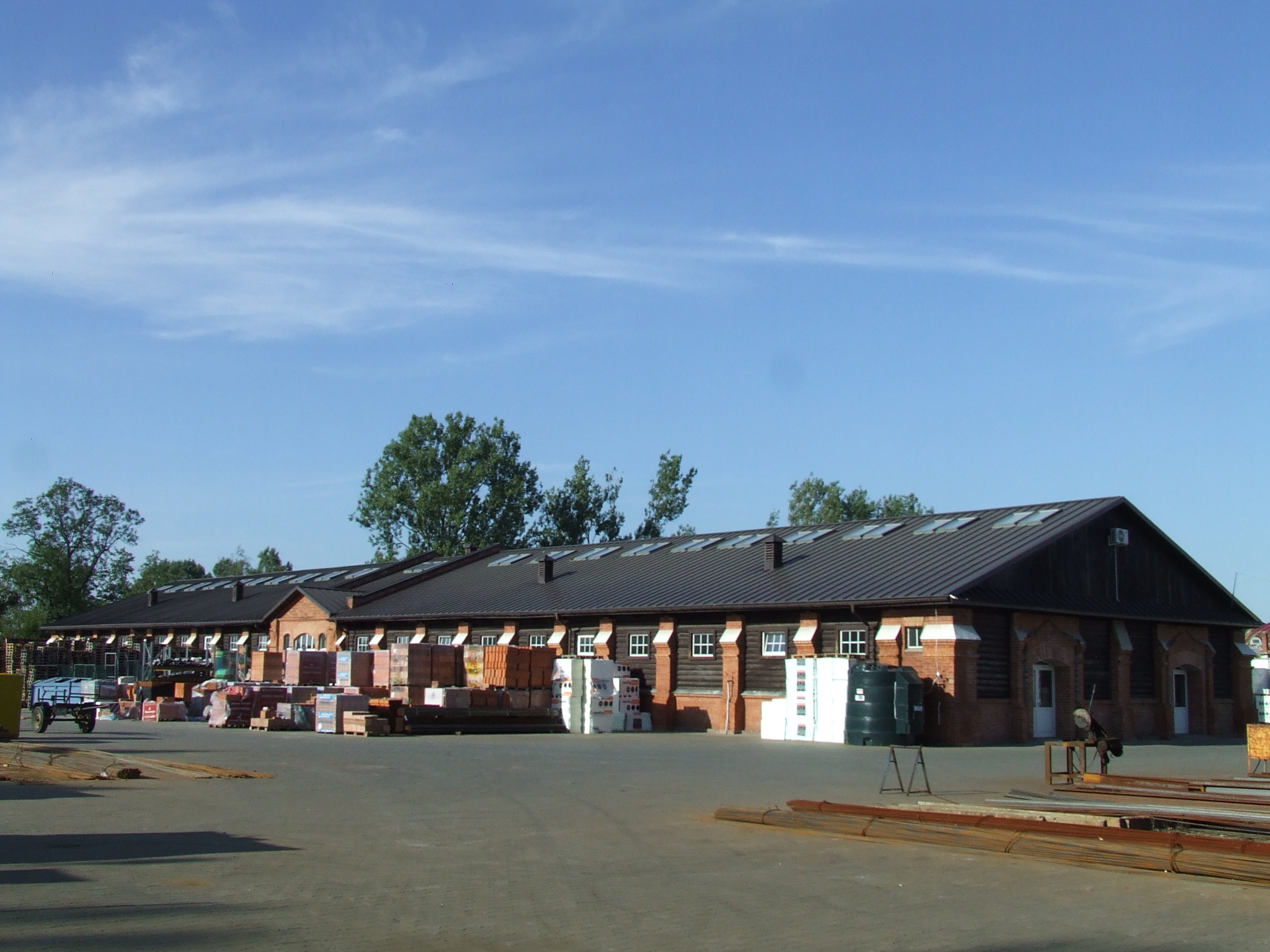
Dawna stajnia koszarowa

Jednostki wojskowe stacjonujące na terenie Garwolina:
- 13 pułk dragonów im. Generała Marszałka Polnego Hrabiego Münnicha[10] Armii Imperium Rosyjskiego – 1892-1914
- 1 pułk strzelców konnych – 1921–1939
- 1 pułk ułanów – 1946–1947

barwy mundurów jednostek wojskowych stacjonujących w Garwolinie:

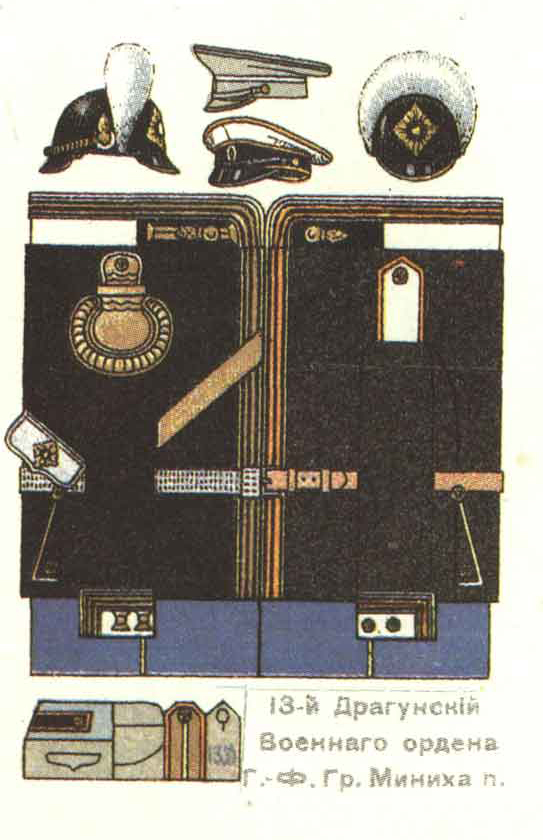
barwy 13 pułku dragonów  1892–1914
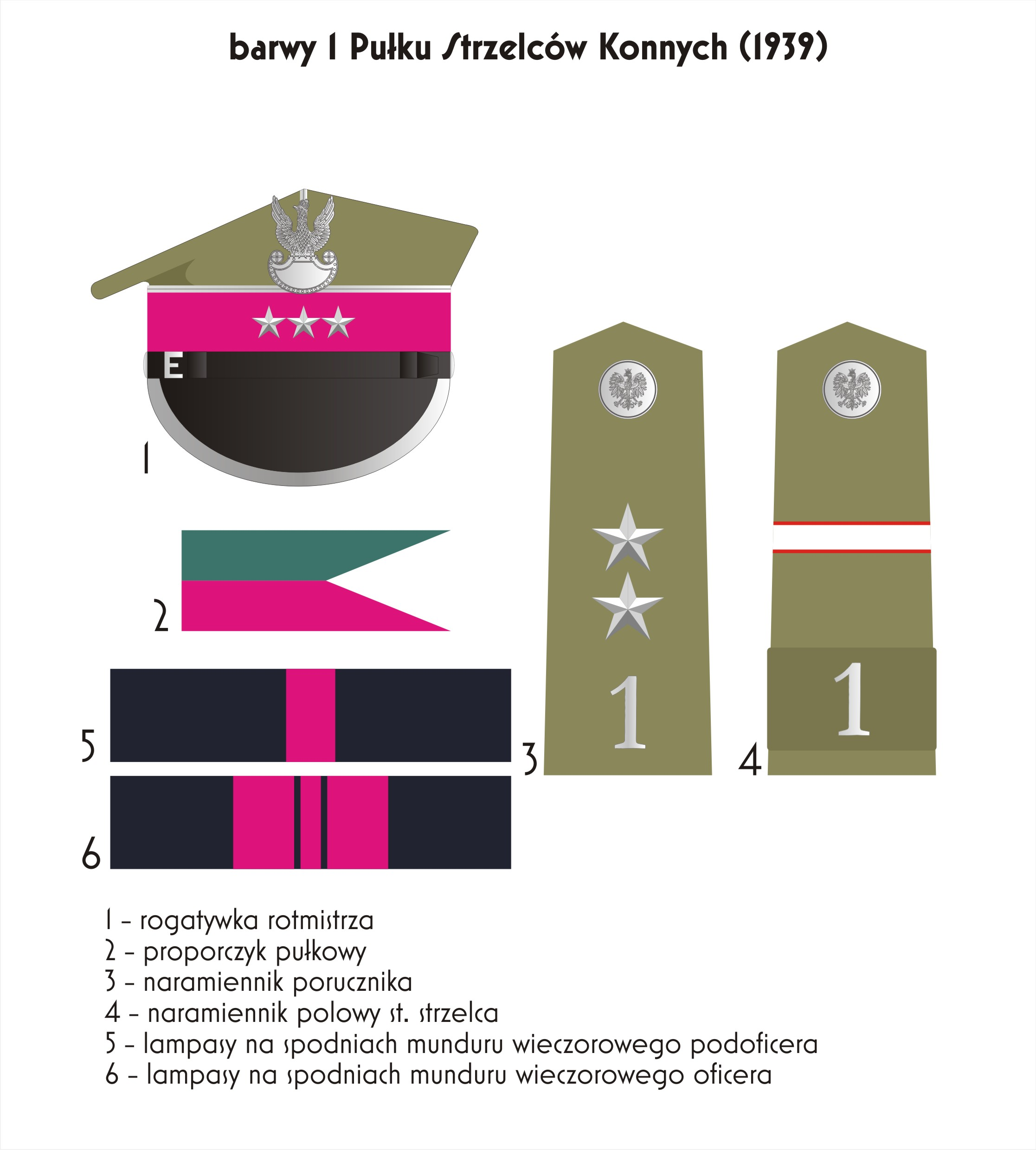
barwy 1 pułku strzelców konnych 1921–1939

## Miasta partnerskie
- Fürstenau, Niemcy (2004)[43]
- Brody, Ukraina (2023)[44]

## Znani literaci o Garwolinie
- Miron Białoszewski – cykl Garwolin i z powrotem
- Joanna Chmielewska – Lądowanie w Garwolinie
- Évelyne Dress(inne języki) – Les Chemins de Garwolin
- Dorota Kotas – Cukry
- Henryk Sienkiewicz – Potop